# Jéssica Quintino
Jéssica Quintino (ur. 17 kwietnia 1991 w São Paulo) – brazylijska piłkarka ręczna, reprezentantka kraju grająca na pozycji prawoskrzydłowej. Od sezonu 2014/15, po podpisaniu dwuletniego kontraktu, występuje w MKS Selgros Lublin.
Jej bramka rzucona w 15. minucie meczu fazy grupowej Ligi Mistrzyń EHF 2014/2015 przeciwko Larvik HK została uznana przez internautów za najlepszy rzut ze skrzydła w głosowaniu „Best of the best” przeprowadzonym przez EHF.
Jej mąż Marco Aurélio jest zawodnikiem klubu występującego w ekstraklasie futsalu – Red Devils Chojnice.

## Sukcesy

### reprezentacyjne
Igrzyska Panamerykańskie:
- 2011:  złoty medal Igrzysk Panamerykańskich; Guadalajara

 Mistrzostwa Ameryki w piłce ręcznej kobiet:
- 2011:  złoty medal Mistrzostw Ameryki w piłce ręcznej (PanAmericano); Brazylia
- 2013:  złoty medal Mistrzostw Ameryki w piłce ręcznej (PanAmericano); Dominikana